# 유럽 고속도로 675호선
유럽 고속도로 675호선(European route E675)은 루마니아의 아지제아에서 출발하여 불가리아의 카르담까지 이어주는 총 연장이 59 km인 유럽 고속도로 노선망으로, 해당 도로는 B클래스급 간선도로이다.

## 주요 경유지
- 루마니아
  - 아지제아(영어판)
- 불가리아
  - 카르담(영어판)